# Сант'Андреа ди Конца
Сант'Андрѐа ди Ко̀нца (на италиански: Sant'Andrea di Conza) е село и община в Южна Италия, провинция Авелино, регион Кампания. Разположено е на 660 m надморска височина. Населението на общината е 1696 души (към 2010 г.).